# Shoshana Felman
Shoshana Felman é uma crítica literária estadunidense, professora de Literatura Comparada da Universidade Emory. Estudiosa de literatura francesa, psicanálise e testemunho, obteve seu Ph.D. pela Universidade Grenoble-Alpes em 1970 e foi professora da Universidade Yale deste ano até 2004.
Felman trabalha principalmente nos campos de crítica literária psicanalítica, performatividade e feminismo, levando em consideração a desconstrução, definida por Jacques Derrida, e as leituras da teoria dos atos de fala, de John L. Austin. Ela também dialoga com as ideias de Jacques Lacan na manifestação literária de traumas.

## Obras
- The Claims of Literature: The Shoshana Felman Reader, ed. by Emily Sun, Eyal Peretz, Ulrich Baer, Fordham University Press, 2007
- The Juridical Unconscious: Trials and Traumas in the Twentieth Century, Harvard University Press, 2002
- O inconsciente jurídico: julgamentos e traumas no século XX, apresentação Márcio Seligmann-Silva, tradução Ariani Sudatti, revisão técnica Bruno Mendes dos Santos, São Paulo: EDIPRO, 2014.
- What Does a Woman Want? Reading and Sexual Difference, Johns Hopkins University Press, 1993
- Testimony: Crises of Witnessing in Literature Psychoanalysis and History (1992)
- Jacques Lacan and the Adventure of Insight: Psychoanalysis in Contemporary Culture (1987)
- Literature and Psychoanalysis: The Question of Reading–Otherwise (1982)
- Le Scandale du corps parlant. Don Juan avec Austin, ou la Séduction en deux langues (1980)
- Writing and Madness: Literature/Philosophy/Psychoanalysis (1985)
- La Folie et la chose littéraire (1978)
- La "Folie" dans l'oeuvre romanesque de Stendhal (1971)